# Castellolí
Castellolí és un municipi de la comarca de l'Anoia que forma part de la Mancomunitat Intermunicipal de la Conca d'Òdena. Fou centre d'una baronia, la qual s'incorporà als estats dels Cardona, i d'aquests als Fernández de Córdoba, ducs de Medinaceli, fins a l'extinció de les senyories al segle xix.

## Geografia
- Llista de topònims de Castellolí (Orografia: muntanyes, serres, collades, indrets..; hidrografia: rius, fonts...; edificis: cases, masies, esglésies, etc).

| Entitat de població | Habitants (2023) |
| Castellolí          | 638              |
| el Clot de la Bleda | 13               |
| els Masets          | 0                |
| Font: Idescat       |                  |

| 1497 f | 1515 f | 1553 f | 1717 | 1787 | 1857 | 1877 | 1887 | 1900 | 1910 |
| ------ | ------ | ------ | ---- | ---- | ---- | ---- | ---- | ---- | ---- |
| 16     | 19     | 20     | 156  | 223  | 780  | 611  | 639  | 457  | 515  |

| 1920 | 1930 | 1940 | 1950 | 1960 | 1970 | 1981 | 1990 | 1992 | 1994 |
| ---- | ---- | ---- | ---- | ---- | ---- | ---- | ---- | ---- | ---- |
| 523  | 567  | 529  | 556  | 528  | 439  | 452  | 437  | 431  | 431  |

| 1996 | 1998 | 2000 | 2002 | 2004 | 2006 | 2008 | 2010 | 2012 | 2014 |
| ---- | ---- | ---- | ---- | ---- | ---- | ---- | ---- | ---- | ---- |
| 424  | 432  | 427  | 434  | 452  | 460  | 474  | 519  | 563  | 571  |

| 2016 | 2018 | 2020 | 2022 | 2024 | 2026 | 2028 | 2030 | 2032 | 2034 |
| ---- | ---- | ---- | ---- | ---- | ---- | ---- | ---- | ---- | ---- |
| 573  | 610  | 626  | 636  | 658  | -    | -    | -    | -    | -    |

## Història
El terme està documentat des de l'any 961 i el seu castell des del 1003 quan fou atacat pels sarraïns. En aquella època es coneixia com a Castel Hodelino, o Castell d'Aulí, d'on deriva el nom de Castellolí. El Castell d'Aulí fou destruït el 1004 en l'expedició d'Abd al-Malik al-Muzaffar, i en la seva defensa morí el noble Audesind. Durant el segle xii el castell va pertànyer a la família Bell-lloc i els Jorba, i finalment als Cardona, que en van conservar el domini fins al segle xix. El domini directe va ser exercit per la nissaga dels Castellolí entre els segles XII i XIV.

## Llocs d'interès

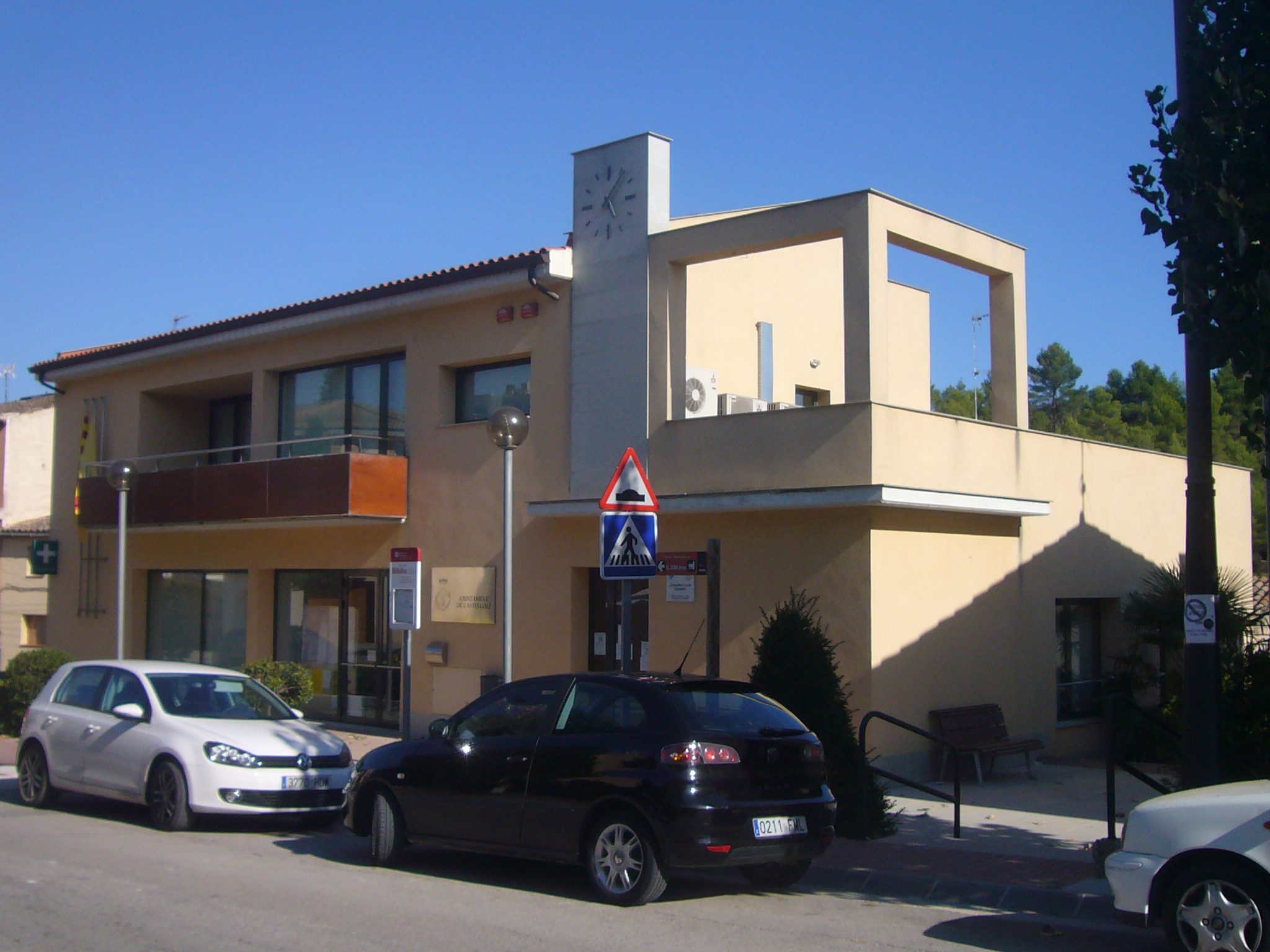
Ajuntament de Castellolí

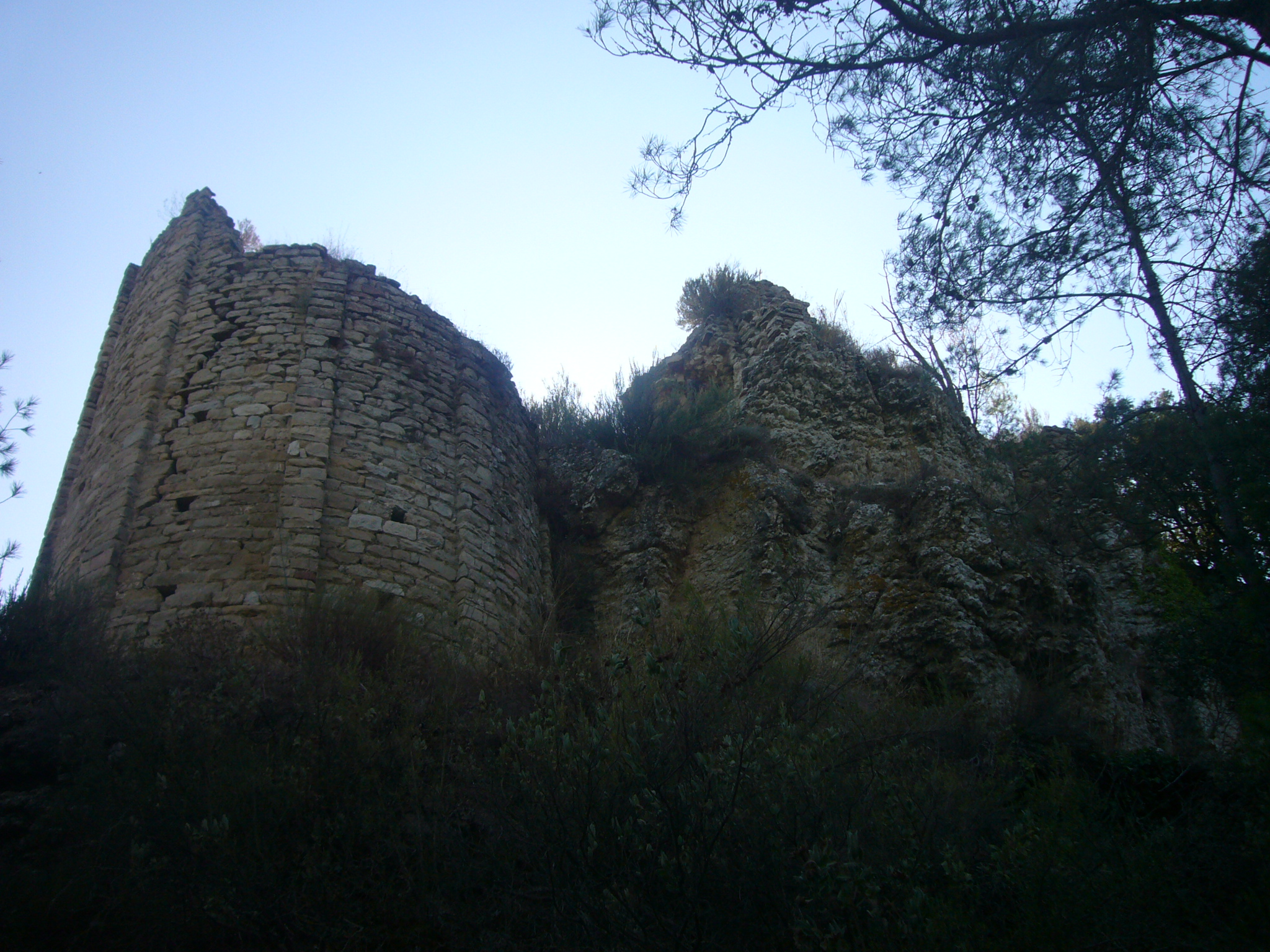
Castell de Castellolí

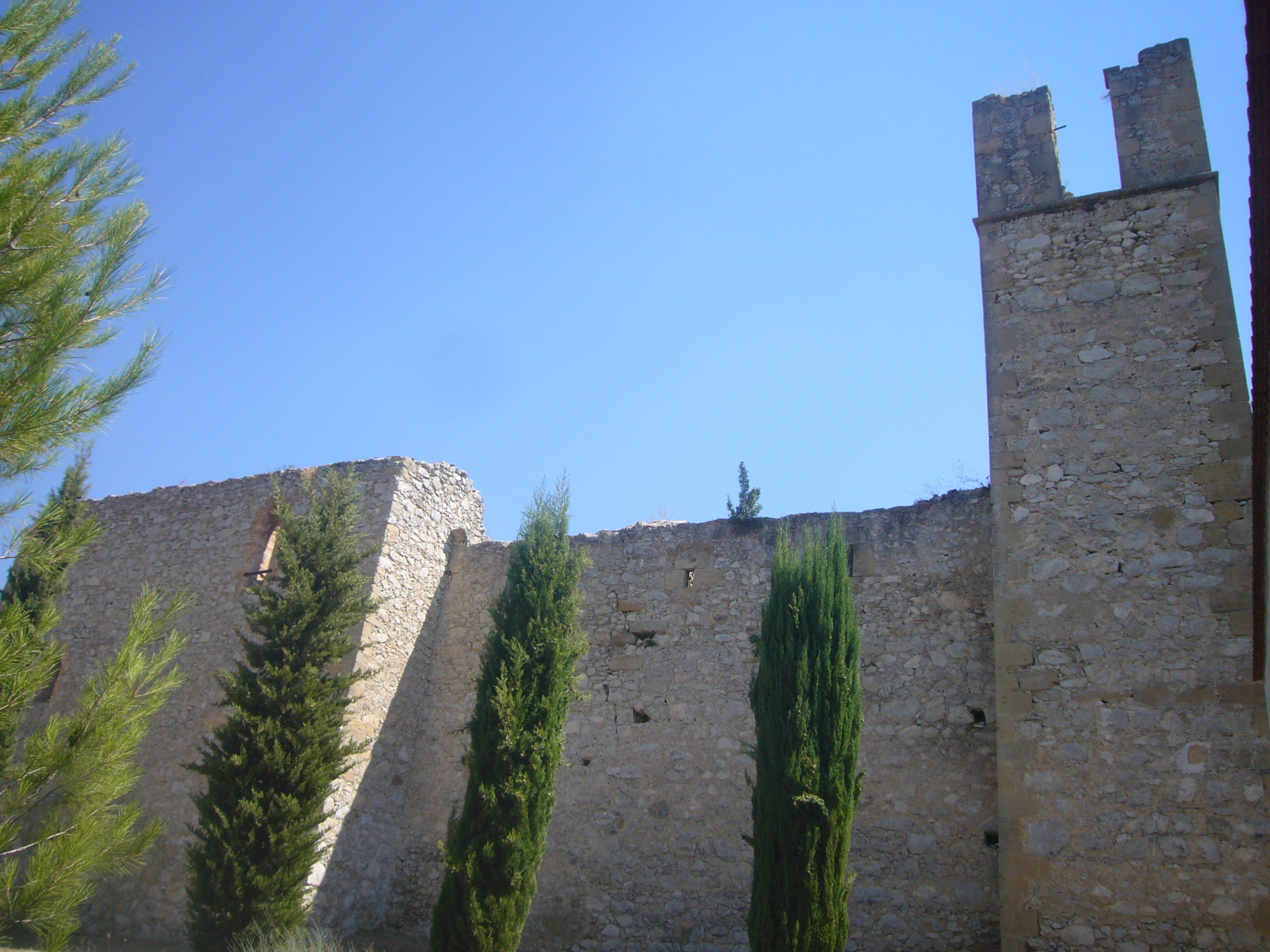
Església vella de Sant Vicenç

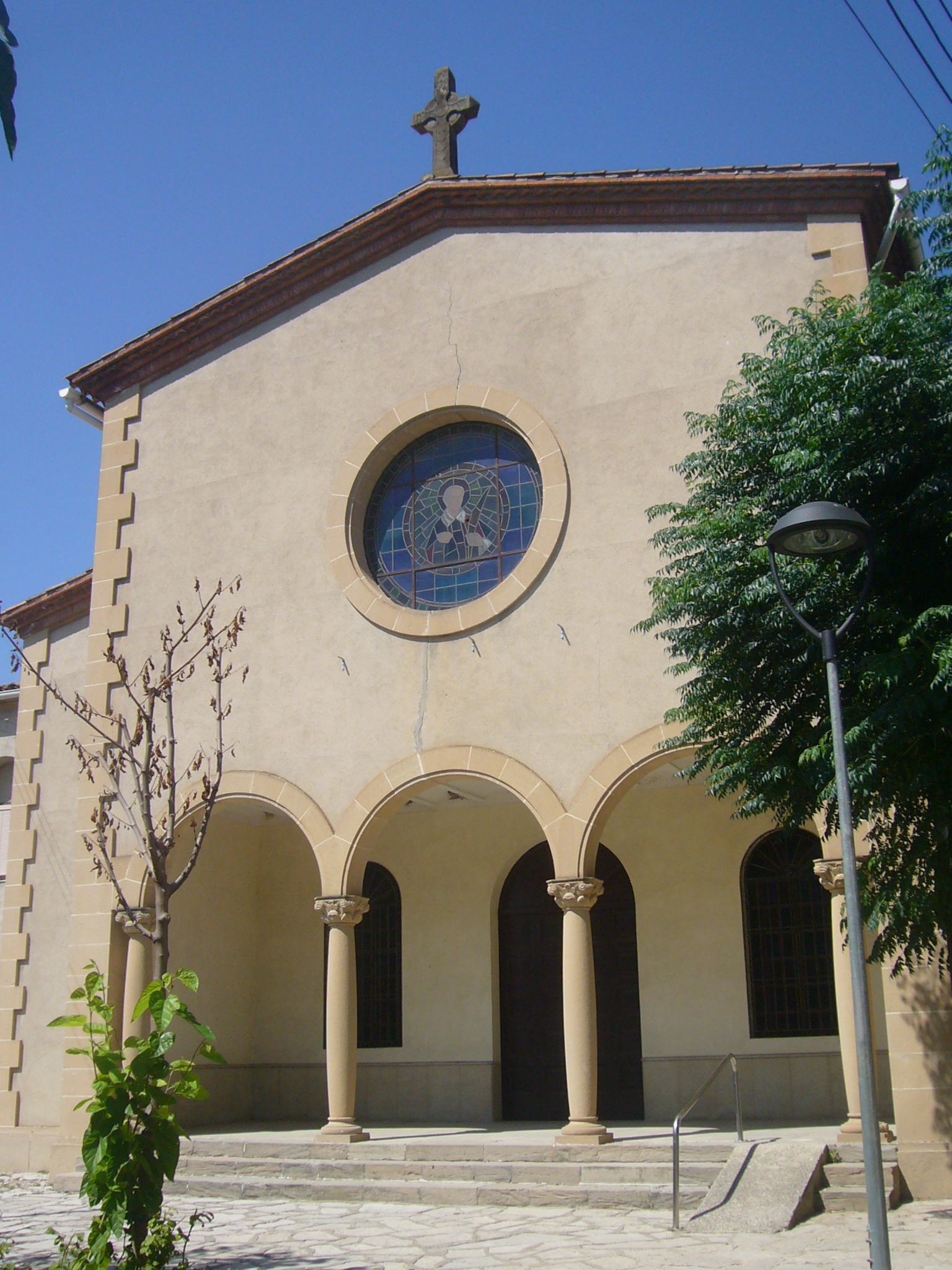
Església nova de Sant Vicenç

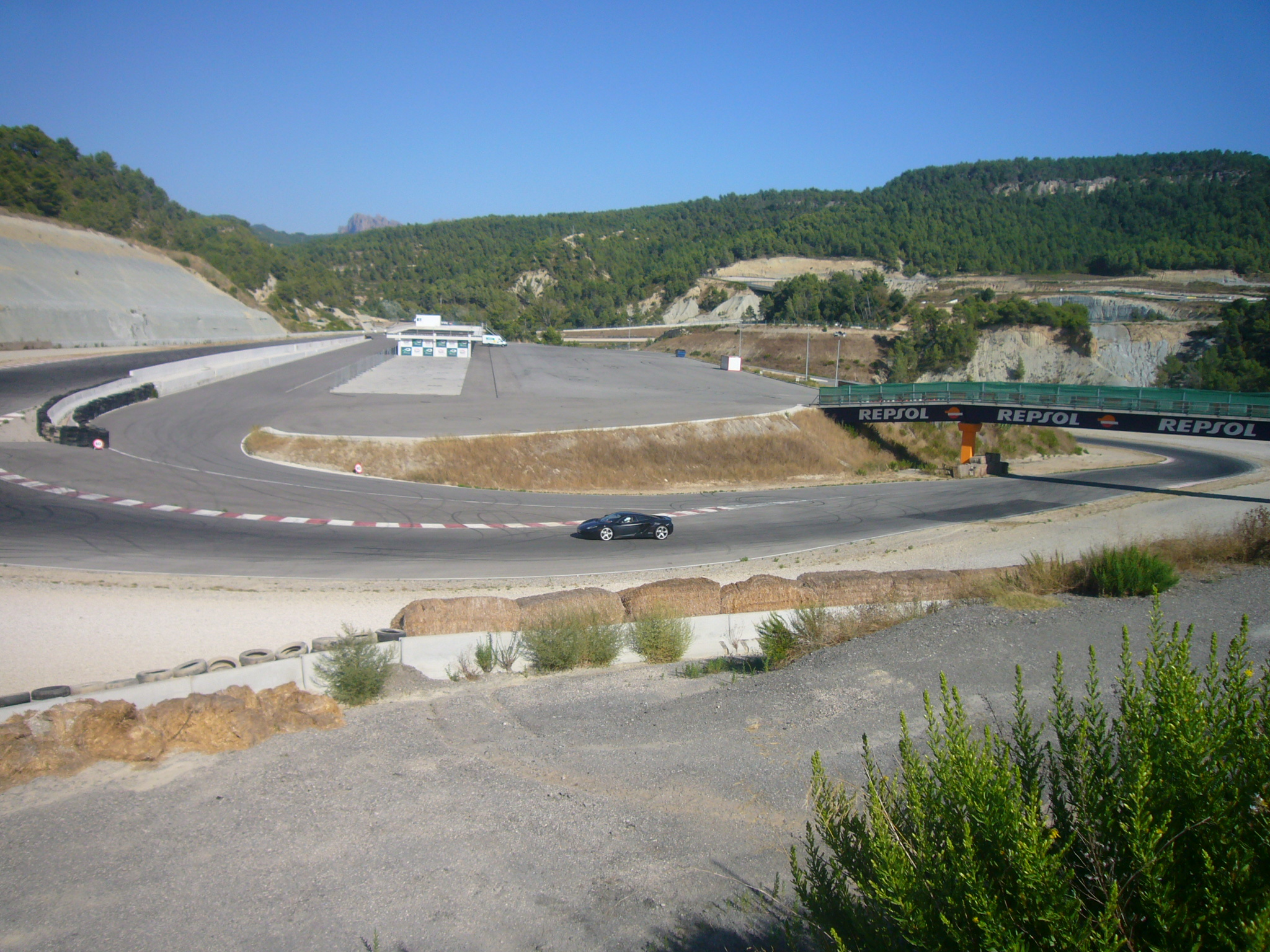
Circuit de velocitat del Parcmotor Castellolí

El castell de Castellolí és dalt d'un turó, prop de la masia de Cal Jaume Bruguers, a la que s'accedeix per un camí que surt a l'est del poble. Es tracta d'un castell documentat des del 1003. Es conserven algunes restes, disperses al cim del turó, de diverses èpoques. Les més antigues són una cisterna rectangular i els murs d'algunes estances. En el recinte del castell hi ha les ruïnes d'una església romànica, que va ser la capella del castell i també fou parròquia, sota l'advocació de Sant Vicenç. Està documentada des del segle xi i només es conserva parcialment un mur lateral i una bona part de l'absis. S'hi poden observar bandes llombardes.
L'església vella de Sant Vicenç és al costat del cementiri, als afores del poble. Es tracta d'un edifici d'estil barroc, mig destruït des de 1936, que va ser construït l'any 1705, data visible a la llinda de la porta. Té una nau única amb creuer i capelles laterals, i un campanar. Antigament l'interior estava decorat amb pintures d'autor francès.
L'església nova de Sant Vicenç és a l'avinguda La Unió, dins el nucli urbà. Va ser edificada després de la Guerra Civil espanyola i consagrada el 1940, ja que l'església vella havia quedat molt malmesa l'any 1936. L'edifici és d'estil noucentista, encara que fora d'època, equilibrat i amb referències clàssiques com les columnes del porxo davant la porta d'entrada.
El terme de Castellolí compta amb més de 150 barraques de pedra seca i d'obra, construïdes entre mitjans del segle xviii i mitjans del XIX, abans de la fil·loxera.Aquestes barraques estan inventariades i geolocalitzades. S'han creat dues rutes per excursionistes per visitar-les: la ruta vermella (Els Marges) i la ruta blava (Cal Tardà).
En el terme de Castellolí l'any 2009 es va inaugurar el Parcmotor Castellolí, un recinte que inclou un circuit de velocitat, escola de conducció, circuit de supermotard i kàrting, circuit de motocross, zona per a tot terrenys i zona de trial.

## Construccions de Pedra Seca

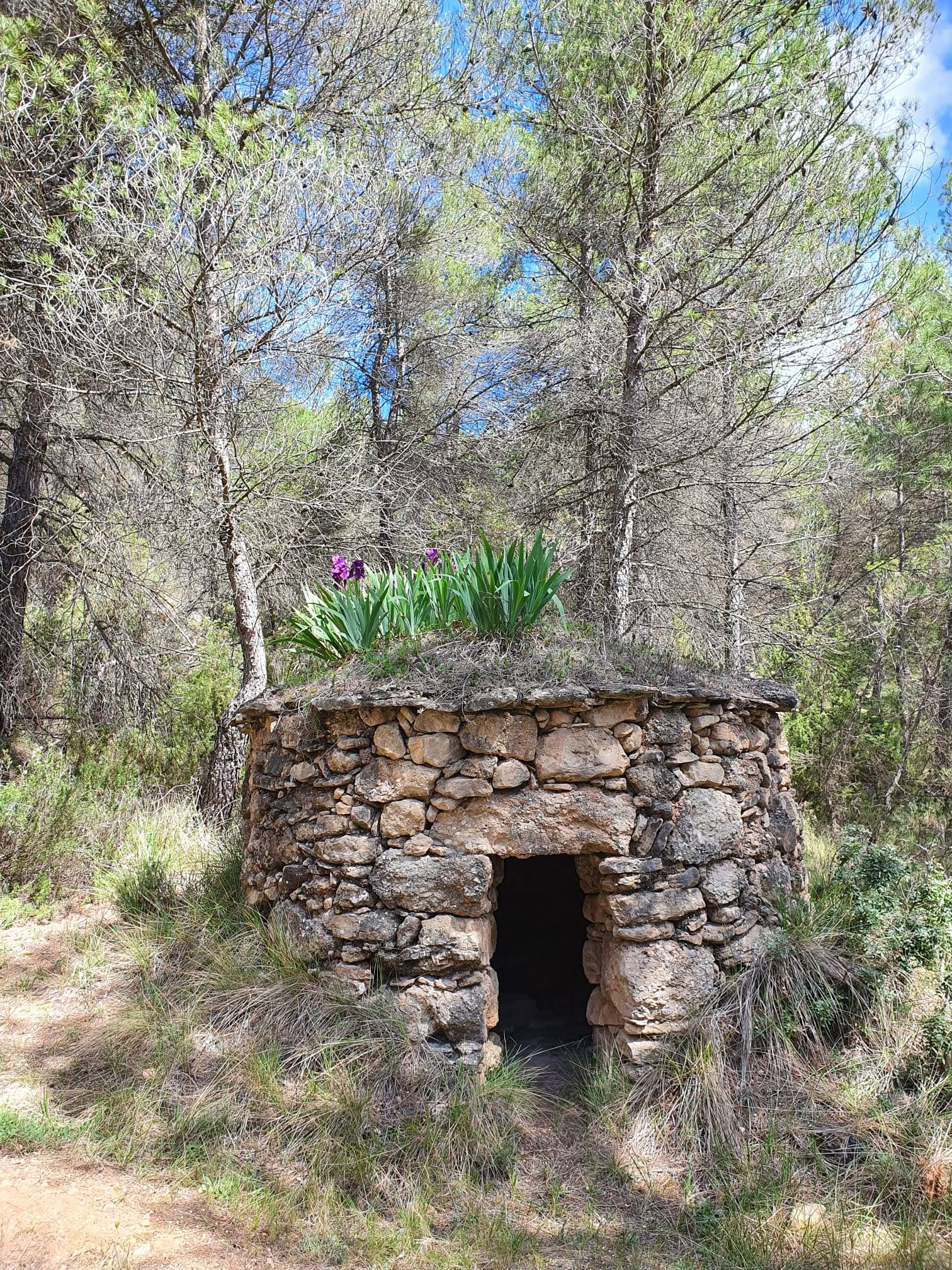
Barraca de vinya del Maurici (Ruta Blava o Ruta de Cal Tardà)

El terme de Castellolí compta amb més de 150 barraques de pedra seca i d'obra, construïdes entre mitjans del segle xviii i mitjans del XIX, abans de la fil·loxera.Aquestes barraques estan inventariades i geolocalitzades. S'han creat dues rutes per excursionistes per visitar-les: la ruta vermella (Els Marges) i la ruta blava (Cal Tardà).

## Festes tradicionals
A Castellolí, entre Carnaval i Pasqua, enmig de la quaresma, se celebra la festa de les Caramelles de Mitja quaresma. Aquests caramelles són unes captes que fan els infants i jovent del poble de Castellolí, el tercer dimecres de quaresma. Aquesta costum ve de generacions enrere i el folklorista Joan Amades, explica la tradició en el Costumari Català de la següent manera: «la mainada de Castellolí feia un captiri, servint-se d’una cançoneta formada de diferents elements propis de les cançons típiques de capta infantils» que denominava caramelles de captiri.
De fet, tal com recull el DCVB, el mot ‘caramelles' pot designar tant el costum com les composicions musicals, com l’«obsequi consistent en una barreja de nous, vellanes, figues seques, ous, tortells, etc., que els padrins donen als infants que van a visitar-los» en diferents festes. Joan Amades considera les caramelles de Castellolí i les de Manresa com germanes, però a la capital del Bages les anomenaven el captiri de la serra vella.